# Gúf
A Kabbalában, azaz a zsidó okkultizmusban a Gúf vagy Gúf terme (Guph, esetleg Gup – héberül גּוּף, jelentése test), melyet Otzar-nak is hívnak, a Lelkek Terme, ami a Hetedik Mennyben van. Innen származik minden emberi lélek.
A Talmud tanítása szerint a Messiás születésével a terem kiürül.
Jelentése: minden létező egyedi lelket birtokol, és minden újszülött közelebb hozza a Messiás eljövetelét.
Más zsidó legendák a lelkeket madárszerűen írják le, és a Gúf néha úgy jelenik meg, mint egy madárház, vagy kolumbárium (mauzóleum). A zsidó folklór szerint a verebek látják az emberi lélek földre szállását, amit csiripeléssel jeleznek.
A lelkek kincsestárának különös, „testként” történő leírása, esetleg kapcsolódhat a mitikus Adam Kadmonhoz, az első emberhez (nem, vagy nem teljesen azonos a Bibliai Ádámmal - ez nagyban függ a hagyománytól, és attól aki értelmezi). Adam Kadmon Isten "eredeti törekvése", hogy létrehozza az emberiséget, egy fenséges lény volt, androgűn (egyszerre férfi és női nemű) és makro-kozmikus (léptékében egyenlő az univerzummal). Mikor Ádám bűnbe esett, az emberiség lefokozódott hússá és vérré, nemekre bomlott és halandó lényekké váltak, amilyenek mi - a jelenlegi emberiség - most vagyunk.
A Kabbalának megfelelően, minden emberi lélek csak egy töredéke (vagy töredékei) Adam Kadmon nagy "világ-lelkének". Ennélfogva minden emberi lélek a "gúfból" érkezik, ami maga Adam Kadmon.

## A kifejezés a popkultúrában
A Neon Genesis Evangelion népszerű anime sorozatban Dr. Ritsuko Akagi így fejezi ki magát, mikor megsemmisíti a Dummy Plug system-et, ami a klónozott pilóta újbóli pótlására szolgált: "the Chamber of Guf is empty."